# 阿馬區
阿馬市和區 （Armagh City and District Council；愛爾蘭語：Comhairle Cathrach agus Ceantair Ard Mhacha），是北愛爾蘭南部的一個區。面積2,844 km²，人口54,800人。區行政中心為阿馬。